# タンジュン・マリム駅
タンジュン・マリム駅（タンジュン・マリムえき、マレー語:Stesen keretapi Kuala Kubu Bharu）は、マレーシアのペラ州タンジュン・マリムにある、マレー鉄道ウエスト・コースト線とポート・クラン線の駅である。

## 概要
KTMインターシティの全列車が停車する｡
KTMコミューターのポート・クラン線の最北端の終点である。

## 歴史
- 1900年11月1日 - 駅開業。（Sempadan Negeri Perak～タンジュン・マリム - カルンパン間の開業による）
- 2009年6月1日 - KTMコミューターがクアラ・クブ・バル - タンジュン・マリム間延伸運行開始。

## 駅構造
単式ホーム1面1線、島式ホーム1面2線をもつ地上駅である。駅舎は北東側にあり、下りホームに面している。上りホームとは構内の跨線橋で結ばれている。
| 1 | ■ウエスト・コースト線（下り） | クアラ・ルンプール・シンガポール方面 |
| 2 | ■ウエスト・コースト線（上り） | バターワース・イポー方面             |
| 3 | ■ウエスト・コースト線（上り） | バターワース・イポー方面             |

## 駅周辺
- スルタン・イドリス教育大学（英語版）
- エコショップ（マレー語版）

## 隣の駅
マレー鉄道
ETSプラチナム（ETS Platinum）
カンパー駅 - タンジュン・マリム駅 - スンガイ・ブロー駅/バタン・カリ駅
ETSゴールド（ETS Gold）
タパー・ロード駅/スリム・リバー駅 - タンジュン・マリム駅 - バタン・カリ駅/ラワン駅
ETSシルバー（ETS Silver）
スリム・リバー駅 - タンジュン・マリム駅 - クアラ・クブ・バル駅
2 ポート・クラン線
タンジュン・マリム駅 - クアラ・クブ・バル駅